# 1519
| [ Edytuj tabelę ]                 | |
| Król Polski                       | - 1507 Zygmunt I Stary 1548 |
| Współksiążęta Andory              | - 1515 Joan d’Espés 1530 - 1517 Henryk II 1555 |
| Król Anglii                       | - 1509 Henryk VIII 1547 |
| Władca Azteków                    | - 1502 Montezuma II 1520 |
| Elektor Brandenburgii             | - 1499 Joachim I Nestor 1535 |
| Książę Bawarii                    | - 1508 Wilhelm IV 1550 - 1516 Ludwik X 1545 |
| Sułtan Brunei                     | - 1473 Bolkiah 1521 |
| Cesarz Chin                       | - 1505 Zhengde 1521 |
| Król Czech                        | - 1516 Ludwik II Jagiellończyk 1526 |
| Król Danii                        | - 1513 Chrystian II 1523 |
| Dalajlama                         | - 1475 Gendun Gjaco 1541 |
| Cesarz Etiopii                    | - 1508 Lybne Dyngyl 1540 |
| Król Francji                      | - 1515 Franciszek I 1547 |
| Król Hiszpanii                    | - 1516 Karol I 1556 |
| Hrabia Holandii                   | - 1515 Karol I Habsburg 1555 |
| Szach Iranu                       | - 1501 Isma’il I 1524 |
| Władca Inków                      | - 1493 Huayna Capac 1527 |
| Lord Irlandii                     | - 1509 Henryk VIII Tudor 1542 |
| Cesarz Japonii                    | - 1500 Go-Kashiwabara 1526 |
| Kalif                             | - 1517 Selim I Groźny 1520 |
| Patriarcha Konstantynopola        | - 1513 Teolept I 1522 |
| Władca Korei                      | - 1506 Chungjong 1544 |
| Wielki książę litewski            | - 1506 Zygmunt I Stary 1548 |
| Sułtan Maroka                     | - 1505 Muhammad al-Burtukali 1524 |
| Senior Monako                     | - 1505 Lucjan 1523 |
| Wielki książę moskiewski          | - 1505 Wasyl III 1533 |
| Król Nawarry                      | - 1516 Henryk II 1555 |
| Król Norwegii                     | - 1513 Chrystian II 1523 |
| Sułtan Omanu                      | - 1500 Muhammad ibn Isma’il 1529 |
| Elektor Palatynatu                | - 1508 Ludwik V 1544 |
| Papież                            | - 1513 Leon X 1521 |
| Król Portugalii                   | - 1495 Manuel I 1521 |
| Cesarz Rzymski (niemiecki)        | - 1493 Maksymilian I Habsburg 1519 - 1519 Karol V Habsburg 1558 |
| Kapitanowie Regenci San Marino    | - 1518 Francesco di Girolamo Belluzzi Antonio di Polinoro Lunardini 1519 - 1519 Girolamo di Giuliano Gozi Pietro di Sabatino di Bianco 1519 - 1519 Innocenzo di Menetto Bonelli Francesco di Antonio Belluzzi 1520 |
| Elektor Saksonii                  | - 1486 Fryderyk I Mądry 1525 |
| Król Szkocji                      | - 1513 Jakub V 1542 |
| Król Szwecji                      | - 1512 Sten Sture Młodszy Svantesson 1520 |
| Król Tajlandii                    | - 1491 Ramathibodi II 1529 |
| Sułtan Turków                     | - 1512 Selim I Groźny 1520 |
| Doża Wenecji                      | - 1501 Leonardo Loredano 1521 |
| Król Węgier                       | - 1516 Ludwik II 1526 |
| Cesarz Wietnamu                   | - 1516 Lê Chiêu Tông 1522 |
| Wielki mistrz zakonu krzyżackiego | - 1510 Albrecht Hohenzollern 1525 |

Rok 1519 / MDXIX
stulecia: XV wiek ~
XVI wiek ~
XVII wiek

lata: 1509 «
1514 «
1515 «
1516 «
1517 «
1518 «
1519
» 1520
» 1521
» 1522
» 1523
» 1524
» 1529

## Wydarzenia w Polsce
- 9 lutego-17 marca – w Piotrkowie obradował sejm[1].
- 3 lipca – Karniszyn otrzymał prawa miejskie od króla Zygmunta I Starego.
- 16 lipca – biskup poznański Jan Lubrański otworzył w Poznaniu Akademię, nazwaną później jego imieniem (Collegium Lubranscianum).
- 2 sierpnia – wojska polsko-litewskie poniosły klęskę w bitwie z Tatarami pod Sokalem.
- 8 grudnia – w Toruniu rozpoczął obrady sejm[1].
- 11 grudnia – rozpoczęła się ostatnia wojna z zakonem krzyżackim. Sejm walny w Toruniu uchwalił rozpoczęcie wojny z krzyżakami i wyznaczył nowe podatki na werbunek wojsk zaciężnych.
- Zygmunt I Stary wydał pierwszy statut dla Ormian.
- Wydano najstarsze rozporządzenie dotyczące uprawiania zawodu lekarza na ziemiach polskich.
- Kowal otrzymał prawa miejskie.

## Wydarzenia na świecie
- 18 lutego – Hernán Cortés wyruszył z Kuby na podbój Meksyku.
- 4 marca – Hernán Cortés wylądował na wybrzeżu Meksyku.
- 5 marca − W bitwie na równinie Cintla Hiszpanie pokonali Indian, zapoczątkowując podbój Meksyku.
- 21 kwietnia – Hernán Cortés wylądował na kontynencie amerykańskim (okolice dzisiejszego Veracruz).
- 1 maja – Franciszek z Paoli został kanonizowany przez papieża Leona X.
- 27 czerwca – na dworze księcia saskiego Jerzego Brodatego w pałacu Pleißenburg rozpoczęła się dysputa lipska z udziałem legata papieskiego Jana Mayera von Ecka oraz zwolenników reform Kościoła, twórców reformacji: Marcina Lutra, Andreasa Bodensteina (zwanego Karlstadtem) i Filipa Melanchtona.
- 28 czerwca – elekcja Karola V na cesarza rzymskiego.
- 16 lipca – zakończyła się dysputa lipska, akademicka dyskusja teologiczna, w której udział wzięli katolicki duchowny i legat papieski Jan Mayer von Eck i zwolennicy reform kościoła, twórcy Reformacji: Marcin Luter, Andreas Bodenstein i Filip Melanchton.
- 10 sierpnia – Ferdynand Magellan wypłynął z Sewilli w podróż dookoła świata.
- 15 sierpnia – założono miasto Panama.
- 20 września – Ferdynand Magellan, portugalski szlachcic w służbie hiszpańskiej, wyruszył drogą zachodnią, czyli przez Ocean Atlantycki, do Wysp Korzennych w Archipelagu Malajskim (pierwsza podróż dookoła świata, zakończona w 1522).
- 8 listopada – Hernán Cortes zdobył stolicę państwa Azteków Tenochtitlán, od tego czasu zwaną Meksykiem.

## Urodzili się
- 18 stycznia – Izabela Jagiellonka, królowa węgierska, córka Zygmunta I Starego i Bony Sforzy (zm. 1559)
- 13 kwietnia – Katarzyna Medycejska, królowa francuska (zm. 1589)
- 27 maja – Girolamo Mei, włoski humanista i teoretyk muzyki (zm. 1594)
- 6 czerwca – Andrea Cesalpino, włoski naturalista, lekarz, botanik i filozof (zm. 1603)
- 15 czerwca – Henryk FitzRoy, nieślubny syn króla Anglii Henryka VIII Tudora i Elżbiety Blount (zm. 1536)
- 20 lipca lub 22 lipca – Giovanni Antonio Facchinetti de Nuce starszy, papież Innocenty IX od 29 października 1591 (przez dwa miesiące) (zm. 1591)

- data dzienna nieznana: 
  - Stanisław Zamoyski, polski szlachcic, magnat, współzałożyciel Zamościa (zm. 1572)

## Zmarli
- 12 stycznia – Maksymilian I Habsburg, cesarz rzymsko-niemiecki (ur. 1459)
- 15 stycznia – Vasco Núñez de Balboa, hiszpański konkwistador, pierwszy Europejczyk, który zobaczył Ocean Spokojny (ur. ok. 1475)
- 2 maja – Leonardo da Vinci, włoski malarz, rzeźbiarz, architekt, konstruktor i filozof (ur. 1452)
- 11 sierpnia – Johann Tetzel, niemiecki duchowny katolicki, dominikanin, znany jako sprzedawca odpustów (ur. 1465)